# Шеметна сделка
„Шеметна сделка“ (на английски: Bedazzled) е името на американска комедия от 2000 г. Филмът е дълъг 93 минути и е римейк на едноименната комедия от 1967 г.

## Сюжет
Неудачникът Елиът Ричардс иска да спечели любовта и уважението на колежката си Алисън Гарднър. За негов късмет, дяволът му прави предложение: той ще му изпълни седем желания, но след седмото Елиът ще трябва да предаде душата си на него. Ричардс се съглася и приема шест различни образа, като се стреми по този начин да привлече вниманието на своята колежка. Сатаната обаче всеки път му изиграва лоша шега, „дарявайки“ го всеки път с всевъзможни недостатъци.

## Актьорски състав
- Брендън Фрейзър – Елиът Ричардс
- Елизабет Хърли – Дяволът
- Франсис О'Конър – Алисън Гарднър
- Мириам Шор – Каръл
- Орландо Джоунс – Даниъл

## Други
- Режисьор: Харолд Реймис
- Сценаристи: Харолд Реймис, Дъдли Мур
- Оператор: Бил Поуп
- Музика: Дейвид Нюман
- Продуценти: Харолд Реймис, Тревър Албърт